# 中华新路
中华新路是地跨中華人民共和國上海市普陀區與靜安區的一條東西走向道路，共分為彼此不相連的兩段，西段西起交通西路，東至恆豐北路。東段西起滬太路，東至寶昌路。全长2828米，道路東西兩段於中華民国7年（1918年）修建，和田路至大统路路段於20世紀30年代后期建成。道路最初名為中华兴路，意為振兴中华。後來更名為中华新路。